# موندير جونز
موندير جونز (بالإنجليزية: Mondaire Jones)‏ هو سياسي أمريكي وعضو في الحزب الديمقراطي ولد في 18 مايو 1987.